# Bajrayogini
Bajrayogini es un pueblo ubicado en el distrito de Katmandú, provincia de Bagmati, Nepal.

## Superficie
Cuenta con una superficie de 827,1 kilómetros cuadrados.

## Demografía
Datos hasta 2011
- Población: 4333 habitantes.[1]
- Densidad de población: 5,239 habitantes por kilómetro cuadrado.[1]